# Theeradej Wongpuapan
Theeradej Wongpuapan (ธีรเดช วงศ์พัวพันธ์) est un acteur thaïlandais, né le 3 décembre 1977 à Bangkok. 

## Biographie
Theeradej Wongpuapan naît le 3 décembre 1977 à Bangkok. Il grandit à Los Angeles, en Californie, où il fréquente le Brooks Institute of Photography. Repéré, il fait un peu de mannequinat avant d'orienter sa carrière vers la musique.
En 2007, il se marie à l'actrice Busakorn Pornwanavej, avec qui il a deux enfants Kun et Jun.

## Filmographie partielle
- 2001 : Au dos du tableau (ข้างหลังภาพ) de Cherd Songsri, film basé sur un roman de Kulap Saipradit (nom de plume Siburapha) : Nopporn[3]
- 2009 : Bangkok Traffic (Love) Story (รถไฟฟ้า มาหานะเธอ) d'Adisorn Tresirikasen : Loong
- 2018 : The Pool (The Pool นรก 6 เมตร) de Ping Lumpraploeng : Day